# Campeonato Paraense 1913
In 1913 werd het derde Campeonato Paraense gespeeld voor voetbalclubs uit de Braziliaanse staat Pará. Het was het eerste kampioenschap sinds 1910. De competitie werd georganiseerd door de Federação Paraense de Futebol en werd gespeeld van 29 juni tot 26 november. Remo werd de kampioen.

## Eindstand
| Plaats | Club              | Wed. | W | G | V | Saldo | Ptn. |
| ------ | ----------------- | ---- | - | - | - | ----- | ---- |
| 1.     | Remo              | 6    | 5 | 1 | 0 | 24:5  | 11   |
| 2.     | Norte Club        | 6    | 4 | 2 | 0 | 12:3  | 10   |
| 3.     | União Sportiva    | 5    | 2 | 1 | 2 | 12:10 | 5    |
| 3.     | Internacional FBC | 6    | 1 | 3 | 2 | 11:7  | 5    |
| 3.     | Panther FBC       | 6    | 2 | 1 | 3 | 10:15 | 5    |
| 6.     | Guarany           | 5    | 1 | 2 | 2 | 3:8   | 4    |
| 7.     | Belém Sport       | 6    | 0 | 0 | 6 | 1:25  | 0    |

|  | Kampioen |

### Kampioen
| Campeonato Paraense de 1913 |
| Pará                        |
| --------------------------- |
| REMO Kampioen (1° titel)    |

1908 · 1909 · 1910 · 1911 · 1912 · 1913 · 1914 · 1915 · 1916 · 1917 · 1918 · 1919 · 1920 · 1921 · 1922 · 1923 · 1924 · 1925 · 1926 · 1927 · 1928 · 1929 · 1930 · 1931 · 1932 · 1933 · 1934 · 1935 · 1936 · 1937 · 1938 · 1939 · 1940 · 1941 · 1942 · 1943 · 1944 · 1945 · 1946 · 1947 · 1948 · 1949 · 1950 · 1951 · 1952 · 1953 · 1954 · 1955 · 1956 · 1957 · 1958 · 1959 · 1960 · 1961 · 1962 · 1963 · 1964 · 1965 · 1966 · 1967 · 1968 · 1969 · 1970 · 1971 · 1972 · 1973 · 1974 · 1975 · 1976 · 1977 · 1978 · 1979 · 1980 · 1981 · 1982 · 1983 · 1984 · 1985 · 1986 · 1987 · 1988 · 1989 · 1990 · 1991 · 1992 · 1993 · 1994 · 1995 · 1996 · 1997 · 1998 · 1999 · 2000 · 2001 · 2002 · 2003 · 2004 · 2005 · 2006 · 2007 · 2008 · 2009 · 2010 · 2011 · 2012 · 2013 · 2014 · 2015 · 2016 · 2017 · 2018 · 2019 · 2020 · 2021 · 2022 · 2023 · 2024